# Sulley Muntari
Sulley Ali Muntari (nascut el 27 d'agost de 1984, a Konongo, Ghana) és un exfutbolista ghanès que jugava com a migcampista però podia jugar en la banda esquerra. Va ser internacional amb la selecció de Ghana.

## Biografia

### Joventut
Les capacitats de Muntari primer van eixir a llum en tornejos juvenils, quan jugava para Liberty Professionals en Acra. Es va fer un membre regular de la selecció sub-20 de Ghana a l'edat de 16 anys quan van acabar segons en el Mundial Juvenil FIFA 2001 a Argentina, que van perdre enfront dels amfitrions en la final.

### Udinese
Va fitxar per Udinese Calcio el 2001 on la seua primera temporada va ser passada en els reserves, però va debutar el 6 de novembre de 2002, contra l'AC Milà.
En la seua segona temporada completa, va fer 23 aparicions, i va augmentar els seus partits a 33 la temporada següent, encara que la indisciplina li va costar ser expulsat en 16 partits en la temporada 2006/07.

### Portsmouth
Muntari ja havia mostrat el seu desig de jugar en la Premiership quan va rebre ofertes de Portsmouth, Milà, Inter, Roma i Juve. El seu traspàs al "Pompey" va ser definitiu al maig de 2007, després d'abonar el conjunt anglès al voltant de 7.1 milions de lliures. Va marcar el gol de la victòria en Old Trafford en la 6º ronda de la FA Cup davant el Manchester United.
Altre detall destacable són els dos gols des de llarga distància que marcà a l'Aston Vila.

### Inter
Durant el mes de juliol de 2008 van ser constants les remors sobre el retorn de Muntari al Calcio. L'arribada de José Mourinho al Inter de Milà va propiciar que començaren les negociacions per Muntari, ja que Mourinho li coneixia bé després del seu pas per la Premier League entrenant al Chelsea FC. El seu fitxatge per l'Inter va ser petició expressa del tècnic portuguès José Mourinho, el club italià va pagar 14 milions d'euros al Portsmouth FC anglès pel seu fitxatge.
El 24 de juliol de 2008 tant la BBC com la Gazzetta dello Sport anunciaren la contractació per una xifra propera als 14-16 milions d'euros.

## Selecció ghanesa
Durant el Mundial 2014 al Brasil, va ser expulsat de la delegació ghanesa, i no va poder jugar el decisiu partit contra Portugal, per haver agredit un directiu de la Federació.